# 芬肯巴赫河
52°2′4.89″N 8°36′8.67″E / 52.0346917°N 8.6024083°E

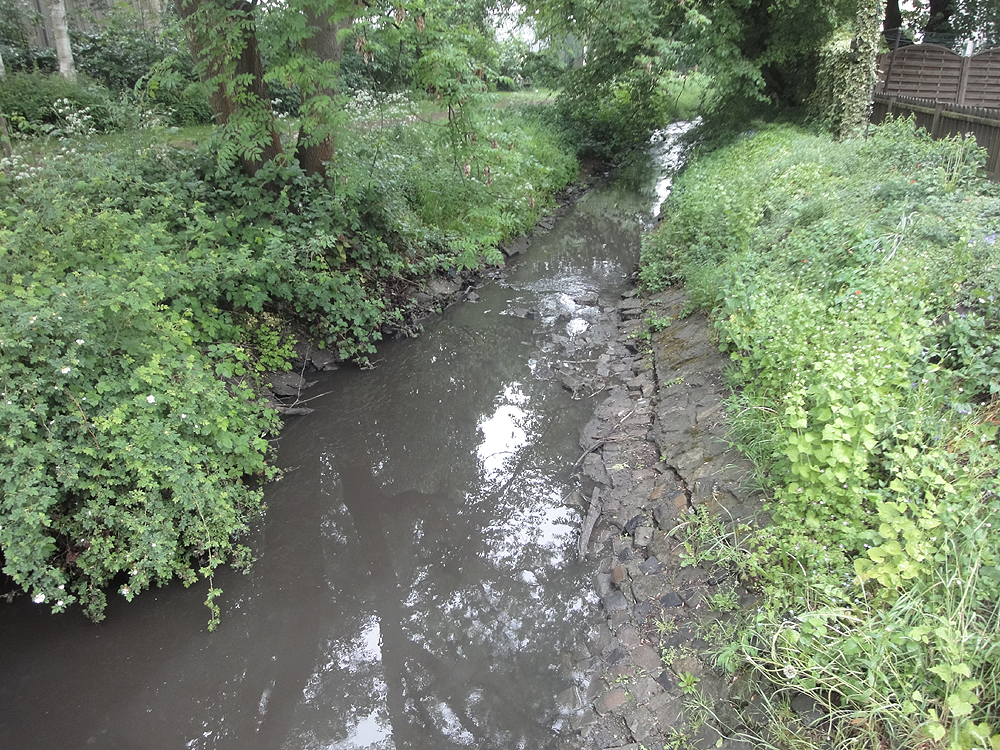

芬肯巴赫河（德語：Finkenbach），是德國的河流，位於該國西部，流經北萊茵-威斯特法倫州，屬於盧特河的左支流，河道全長4.7公里，流域面積4.5平方公里。